# 왈리드 줌블라트
왈리드 카말 줌블라트(아랍어: وليد كمال جنبلاط; 1949년 8월 7일 출생)는 1977년부터 2023년까지 진보사회당의 당수였던 레바논의 정치인이다. 드루즈인이자 전 민병 사령관인 줌블라트는 1983년-1990년 레바논 내전 기간 동안 아말, 팔레스타인 해방 기구 및 마라다 여단과 동맹을 맺고 레바논 국민 저항 전선을 이끌었다. 그는 산악 전쟁 중 아민 제마옐의 대통령 통치에 반대하기 위해 술레이만 프랑기에와 긴밀히 협력하여 슈프에 대한 통제권을 강화했다. 내전 후 그는 처음에는 시리아를 지지했지만, 나중에는 시리아 내전이 시작되면서 반아사드 입장을 취했다. 그는 가장 최근에 2022년 레바논 총선에서 자신의 정당인 진보사회당(PSP)을 이끌며 여전히 정치 활동을 하고 있다.

## 어린 시절과 교육
줌블라트는 1949년 8월에 태어났으며, 레바논 드루즈 PSP 창립자인 카말 줌블라트의 아들이다. 그는 에미르 샤킵 아르슬란의 외손자이다. 왈리드 줌블라트는 1972년 베이루트 아메리칸 대학교에서 정치학 및 행정학 학사 학위를 취득했다.

## 경력
졸업 후 줌블라트는 베이루트의 안 나하르에서 기자로 일했다. 영국방송공사는 줌블라트를 "레바논에서 가장 강력한 드루즈 씨족의 지도자이자 진보사회당을 중심으로 한 좌파 정치 왕조의 상속자"로 묘사한다. 레바논 아랍사회주의 바트당의 아셈 칸소는 줌블라트가 아버지의 신념을 버렸다고 비난했다. 1982년 1월 12일, 그는 레바논 내전 중 베이루트 자택 근처에서 발생한 차량 폭탄 테러에서 살아남았다. 수십 년 후 알자지라와의 인터뷰에서 줌블라트는 엘리 호베이카가 이 공격의 책임자이며 호베이카가 다마스쿠스 회담에서 자신을 죽이고 싶었다고 말했다고 밝혔다. 1982년 6월, 이스라엘이 레바논을 침공하여 남부 전체를 점령하고 PLO의 거점을 해체했다. 1982년 9월 베이루트에서 남아있던 PLO 민병대가 철수하자, 레바논군이 이전에 점령했던 지역으로 복귀하려는 시도 이후 왈리드의 진보사회당은 부활했다. 1983년 7월, 아민 제마옐이 대통령이 된 후, 술레이만 프랑기에, 라시드 카라미 그리고 왈리드 줌블라트는 그의 당이 이끄는 무장 파벌 연합인 레바논 국민 저항 전선을 결성했는데, 이는 비공식적으로 "잠물"로 알려져 있으며 제마옐의 통치와 미국의 재정적 지원을 받는 레바논과 이스라엘 간의 협약에 도전하기 위한 것이었다.
 줌블라트는 1984년 5월에 구성된 당시 총리 라시드 카라미가 이끄는 국민 통합 내각에서 공공 사업, 교통 및 관광 장관을 역임했다. 전쟁 중 그의 주요 동맹은 아말 운동의 지도자 나비 베리였다.

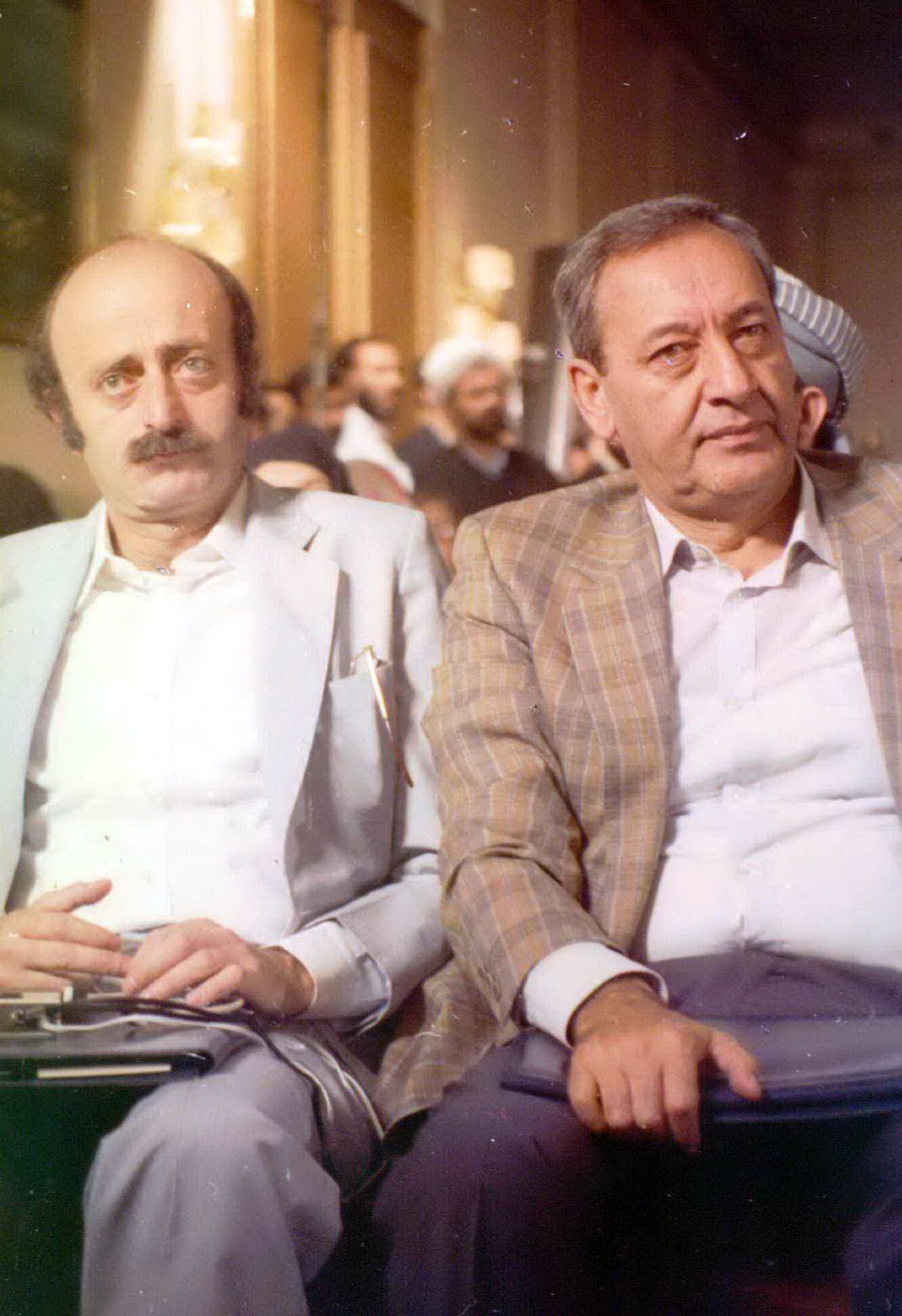
1989년 이란 테헤란에서 아프가니스탄 문제에 대한 회의에서 왈리드 줌블라트(왼쪽)와 나비 베리

1996년 라피크 하리리 내각에서 왈리드 줌블라트는 난민부 장관으로 임명되었다. 그는 시리아의 지지자였지만, 2000년 시리아 대통령 하페즈 알아사드의 사망 이후 다마스쿠스가 통제권을 포기하도록 캠페인을 벌였다. 줌블라트와 시리아 옛 세력의 긴밀한 관계는 그를 바샤르 알아사드의 새로운 대통령직과 멀어지게 했다. 이로 인해 그는 당시 대통령 에밀 라후드와 레바논 시아파 정당 헤즈볼라와 대립하게 되었는데, 그는 "그들의 전사들은 이스라엘군에 도전하고 격파하는 데 훌륭한 일을 해냈지만, 우리가 묻고 싶은 질문은 그들의 충성이 어디로 향하는가이다: 레바논의 강력한 중앙 권력인가 아니면 다른 곳인가?"라고 말했다. 2009년 총선에서 줌블라트는 3월 14일 동맹 목록의 일환으로 슈프에서 의석을 얻었다. 헤즈볼라 공동체와의 문제로 인해 그의 아들 타이무르 줌블라트는 여러 차례 살해 위협을 받아 지역 정치계에 진입하지 못하고 가족과 함께 프랑스로 도피했다.
시리아 내전이 시작되면서 줌블라트와 PSP는 반아사드 입장으로 돌아섰다. 줌블라트는 시리아 내전 중 시리아 드루즈에 대한 협상에서 매우 중요했으며, 알누스라 전선에 대해 "서방 국가들처럼 누스라를 테러리스트로 분류할 수 없다. 왜냐하면 대부분의 누스라 대원들은 시리아인들이기 때문이다. 바샤르 정권은 시리아인들을 누스라에 가입하게 만들었다"고 말했다. 2015년 6월 10일 알누스라 전선이 칼브 로제에서 드루즈인 마을 주민 20명을 살해한 혐의를 받자, 줌블라트는 "어떤 선동적인 수사도 도움이 되지 않을 것이며, 바샤르 아사드의 정책이 시리아를 이 혼란으로 몰아넣었다는 점을 기억해야 한다"고 답했다.
줌블라트는 아버지의 살해 명령이 하페즈 알아사드에게서 나왔다고 믿는다. 그는 아들 바샤르 알아사드와 화해하기보다는 "정치적 자살"을 택하겠다고 말했다.
2014년, 줌블라트는 레바논에서 삼속 합법화에 찬성한다고 선언했다. 2015년, 그는 러시아 당국의 요청에 따라 1990년대 초 스웨덴 스파이 스티그 베르글링을 레바논의 외딴 곳에 숨겼음을 시인했다. 2015년 5월 4일부터 7일까지 줌블라트는 라피크 하리리 암살 조사와 관련하여 레바논 특별 재판소에서 증언했다.
2017년 5월 말, 왈리드 줌블라트 암살 공모 혐의를 받는 네 남자에 대한 재판이 시작되었다.
2023년 5월 말, 왈리드 줌블라트는 46년간의 재임 끝에 진보사회당 당수직에서 사임한다고 선언했다. 슈프 산맥의 드루즈 마을 아인 잘타에 약 2,000명의 지지자들이 모였고, 진보사회당 당원들은 정치적 후계자인 타이무르 줌블라트를 새 지도자로 지명했다. 타이무르는 유일한 경쟁자였다.
2024년 12월 22일, 줌블라트와 그의 대표단은 아사드 정권의 몰락 이후 다마스쿠스에서 타흐리르 알샴의 지도자 아흐마드 알샤라와 만났다.

## 개인 생활
20세에 줌블라트는 자신보다 10살 많은 이란 여배우와 결혼했다. 그의 아버지는 그 결혼을 인정하지 않았고 둘은 소원해졌다. 1981년, 이혼과 아버지의 사망 후, 줌블라트는 체르케스계 요르단인 게르베트와 결혼했다. 그들은 타이무르, 아슬란, 달리아 세 자녀를 두었다. 나중에 그는 전 시리아 국방부 장관 아흐마드 알샤라바티의 딸 노라 알샤라바티와 결혼했다. 2018년, 그의 아들 타이무르 줌블라트가 의회 선거 후보로 그를 대체했다.

## 예술
많은 정치 지도자들처럼 줌블라트도 1970년대 후반부터 사진의 대상이 되었다. 사진작가 지아드 안타르는 오래된 유효 기간이 지난 필름을 사용하여 그의 초상화를 찍었는데, 이는 유령 같은 효과를 냈다. 이 이미지는 헤즈볼라와 시리아 정부를 비판한 후 레바논 드루즈 지도자가 직면한 위험을 상기시킨다고 한다.

## 명예
- 우호훈장(러시아)

## 같이 보기
- 삼나무 혁명
- 레바논의 드루즈인
- 레바논 내전
- 레바논 국민 운동
- 산악 전쟁 (레바논)
- 레바논 인민 해방군
- 줌블라트가